# Communauté de communes de la Louge et du Touch
La Communauté de communes de la Louge et du Touch (CCLT), était située en France dans le département de la Haute-Garonne région Occitanie. Elle faisait partie du pays du Sud Toulousain.

## Historique
Créée le 1er décembre 2005
La CCLT succède au SIVOM du Fousserétois (à l'origine SIVOM des Hauts-Côteaux).
Le schéma départemental de coopération intercommunale, arrêté par le préfet de Haute-Garonne le 24 mars 2016, prévoit la fusion de la communauté de communes de la Louge et du Touch avec les communautés de communes du Canton de Cazères et du Savès à partir du 1er janvier 2017.
Le 1er janvier 2017, les communautés de communes de la Louge et du Touch, du Canton de Cazères et du Savès fusionnent pour constituer la communauté de communes Cœur de Garonne.

## Communes adhérentes
| Nom                           | Code Insee | Gentilé         | Superficie (km2) | Population (dernière pop. légale) | Densité (hab./km2) |
| ----------------------------- | ---------- | --------------- | ---------------- | --------------------------------- | ------------------ |
| Saint-Élix-le-Château (siège) | 31476      | Saint-Élixois   | 10,52            | 818 (2014)                        | 78                 |
| Castelnau-Picampeau           | 31119      | Picampallois    | 11,30            | 219 (2014)                        | 19                 |
| Casties-Labrande              | 31122      | Castandois      | 8,70             | 121 (2014)                        | 14                 |
| Le Fousseret                  | 31193      | Fousseretois    | 38,31            | 1 876 (2014)                      | 49                 |
| Fustignac                     | 31204      | Fustignacois    | 3,96             | 79 (2014)                         | 20                 |
| Gratens                       | 31229      | Gratenois       | 15,15            | 667 (2014)                        | 44                 |
| Lussan-Adeilhac               | 31309      | Lulhacois       | 12,62            | 227 (2014)                        | 18                 |
| Marignac-Lasclares            | 31317      | Mariclarains    | 10,01            | 456 (2014)                        | 46                 |
| Montégut-Bourjac              | 31370      | Montégutains    | 5,52             | 134 (2014)                        | 24                 |
| Montoussin                    | 31387      | Montoussinois   | 4,83             | 130 (2014)                        | 27                 |
| Polastron                     | 31428      | Polastronnais   | 4,78             | 58 (2014)                         | 12                 |
| Pouy-de-Touges                | 31436      | Pouysois        | 13,79            | 389 (2014)                        | 28                 |
| Saint-Araille                 | 31469      | Saint-Araillais | 6,54             | 146 (2014)                        | 22                 |
| Sénarens                      | 31543      | Sénarenois      | 6,93             | 114 (2014)                        | 16                 |

## Démographie
| 1968  | 1975  | 1982  | 1990  | 1999  | 2009  | 2011  | 2012  | 2013  |
| ----- | ----- | ----- | ----- | ----- | ----- | ----- | ----- | ----- |
| 4 079 | 3 857 | 3 757 | 3 841 | 3 939 | 4 911 | 5 166 | 5 247 | 5 339 |

## Administration
| Période | Période | Identité                | Étiquette | Qualité                        |
| ------- | ------- | ----------------------- | --------- | ------------------------------ |
| 2005    | 2014    | Jean-Pierre Bonnemaison | PS        | Maire de Saint-Élix-le-Château |
| 2014    | 2016    | Gérard Capblanquet      |           | Maire de Marignac-Lasclares    |